# Ian Schubert
Pas d'image ? Cliquez ici

a Compétitions nationales et continentales officielles uniquement.

b Matchs officiels uniquement.
Ian Schubert, né le 22 août 1956 à Wauchope (Australie), est un joueur australien de rugby à XIII évoluant au poste d'ailier, d'arrière ou de troisième ligne dans les années 1970 et 1980. Il est une grande révélation à ses débuts puisqu'à dix-neuf ans il remporte le titre du Championnat de Nouvelle-Galles du Sud en 1975 avec Eastern Suburbs en étant élu meilleur joueur de la finale puis remporte dans la foulée la Coupe du monde de 1975 avec la sélection d'Australie au cours de laquelle il termine meilleur marqueur d'essais aux côtés de l'Anglais Keith Fielding. Il remporte également la première édition du World Club Challenge en 1976. Il poursuit sa carrière en club au sein de Western Suburbs ou de Manly-Warringah. Il dispute près de 696 rencontres en Championnat de Nouvelle-Galles du Sud. Il devient par la suite dans les audit concernant le plafond salarial en National Rugby League et a notamment mis à jour la tricherie du Melbourne Storm en 2010.

## Palmarès
- Collectif :
  - Vainqueur de la Coupe du monde : 1975 (Australie).
  - Vainqueur du World Club Challenge : 1976 (Eastern Suburbs).
  - Vainqueur du Championnat de Nouvelle-Galles du Sud : 1975 (Eastern Suburbs).
  - Finaliste du Championnat de Nouvelle-Galles du Sud : 1980 (Eastern Suburbs) et 1983 (Manly-Warringah).
- Individuel :
  - Meilleur marqueur d'essais de la Coupe du monde : 1975 (Australie).
  - Élu meilleur joueur de la finale du Championnat de Nouvelle-Galles du Sud : 1975 (Eastern Suburbs).